# FC VSS 코시체
FC VSS 코시체(슬로바키아어: FC VSS Košice)는 슬로바키아의 축구 클럽으로, 코시체를 연고지로 한다.

## 역대 감독
| 감독            | 임기        |
| --------------- | ----------- |
| 안토닌 피베브르 | 1945 ~ 1947 |
| 라도슬라프 라탈 | 2013 ~ 2014 |